# Razia Sultana (Anwältin)

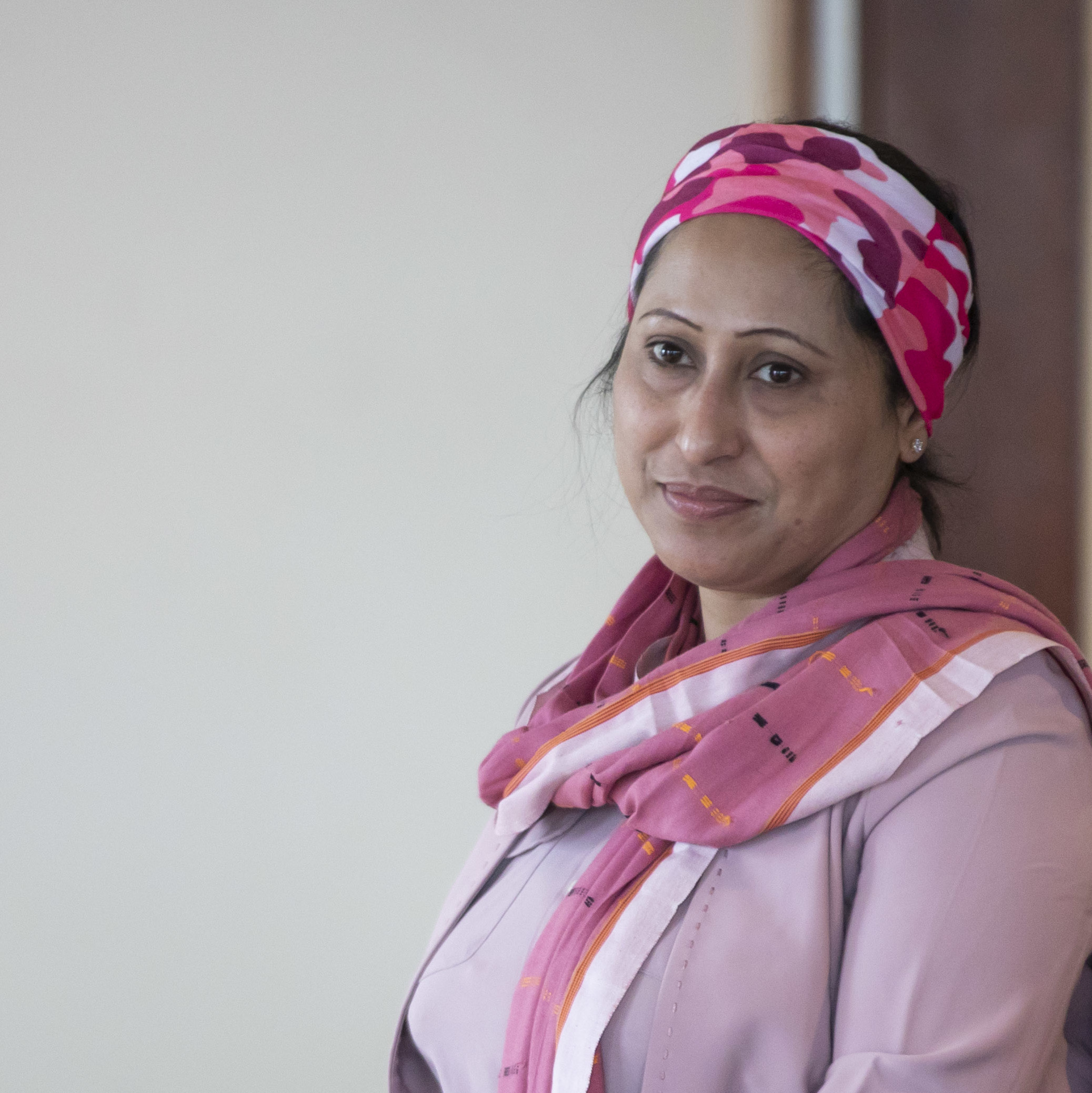
Razia Sultana (2019)

Razia Sultana (bengalisch রাজিয়া সুলতানা; * 1973 in Maungtaw, Rakhaing-Staat, Burma) ist eine bangladeschische Anwältin und Menschenrechtsaktivistin. Sie erhielt 2019 den International Women of Courage Award des Außenministeriums der Vereinigten Staaten.

## Engagement und Ehrung
Sultana gehört der myanmarischen Ethnie der Rohingya an. Sie vertritt Rohingya-Flüchtlinge vor dem Internationalen Gerichtshof in Den Haag und dokumentierte die systematische sexuelle Gewalt gegen Frauen und Mädchen.
Am 7. März 2019 erhielt Razia Sultana den „International Women of Courage Award“. Unter den zehn Ausgezeichneten des Jahres waren auch Frauen aus Dschibuti, Jordanien und aus Montenegro. Der Preis wurde ihnen von Melania Trump und Außenminister Mike Pompeo verliehen.

## Veröffentlichte Berichte
- Witness to Horror.
- Rape by Command.
- The Killing Fields of Alethankyaw. (Beiträge)